# Kristina Keneally

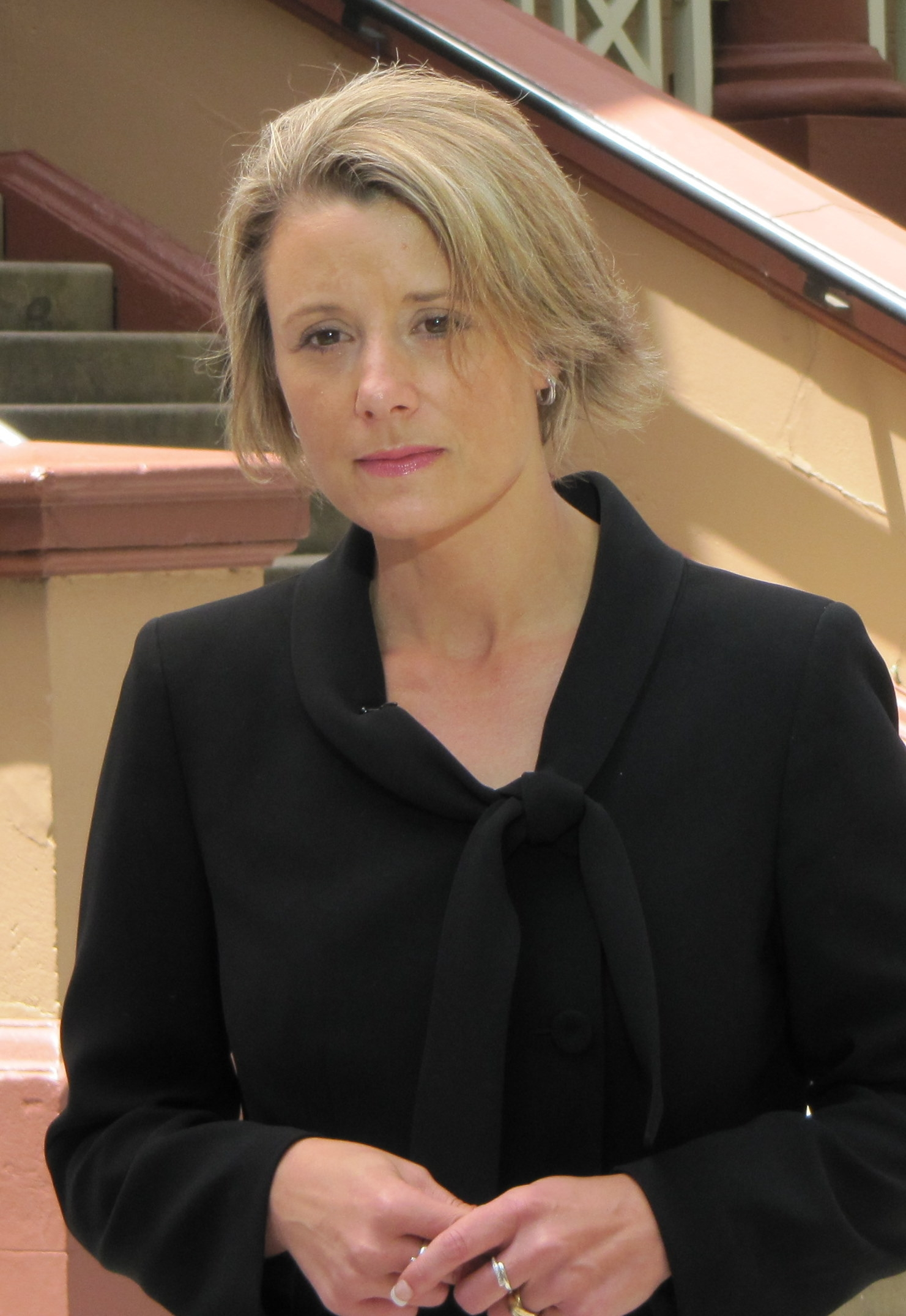
Kristina Keneally (2009)

Kristina Keneally, geborene Kerscher (* 19. Dezember 1968 in Las Vegas, Nevada, USA) ist eine australische Politikerin der Australian Labor Party. Sie war zwischen Dezember 2009 bis März 2011 Premierministerin von New South Wales.

## Leben
Keneally wurde 1968 in Las Vegas als Tochter einer australischen Mutter und eines US-amerikanischen Vaters geboren und wuchs in Toledo, Ohio auf. Sie studierte Politikwissenschaft und Religionswissenschaft an der University of Dayton.

## Politische Laufbahn
Bereits in den USA war Keneally als Mitglied der Demokratischen Partei politisch aktiv und absolvierte im Amt des Vizegouverneurs von Ohio ein Praktikum. 1994 zog sie nach Australien und nahm im Jahr 2000 die australische Staatsbürgerschaft an. Im gleichen Jahr trat sie in die Australian Labor Party ein. 2003 wurde sie erstmals im Wahlkreis Heffron in die Legislatur von New South Wales gewählt.
2009 übernahm Keneally das Amt des Premierministers von New South Wales infolge einer parteiinternen Wahl (leadership spill), in welcher der amtierende Premierminister abgewählt wurde.
Nach einer erdrutschartigen Wahlniederlage im März 2011 trat sie aus der Parteiführung zurück, behielt jedoch zunächst ihr Mandat als ordentliche Abgeordnete. Ihr Nachfolger wurde Barry O’Farrell. Im Juni 2012 gab sie ihr Mandat als Abgeordnete auf.
2018 wurde Keneally als Nachfolgerin von Sam Dastyari in den Australischen Senat ernannt.